# あのさぁ
「あのさぁ」は、大槻ケンヂのシングル。

## 概要
- PVでは、公園でカラオケ機を使ってライブしているシーンが使用されている。
- 本人がゲスト出演したニッポン放送のラジオ番組「ミッドナイトミュージックダンク」内で、この曲は電車内で思いついて3分間で出来あがったと語っている。曲の演奏時間より短い時間で作成した曲は他にないのではないかとも語っている。

## 収録曲
1. あのさぁ
郵政省(現かんぽ生命保険)「簡易保険」CF曲
2. 私はみまちゃん (バンド・ヴァージョン)
3. オンリー・ユー (アンプラグド・ライヴ・ヴァージョン)
4. あのさぁ (オリジナル・カラオケ)